# Greco (Mailand)
Greco (lombardisch Grech [ˈɡre:k]) ist ein Stadtteil der norditalienischen Großstadt Mailand. Er befindet sich im Norden der Stadt und gehört zum 2. Stadtbezirk.

## Geschichte

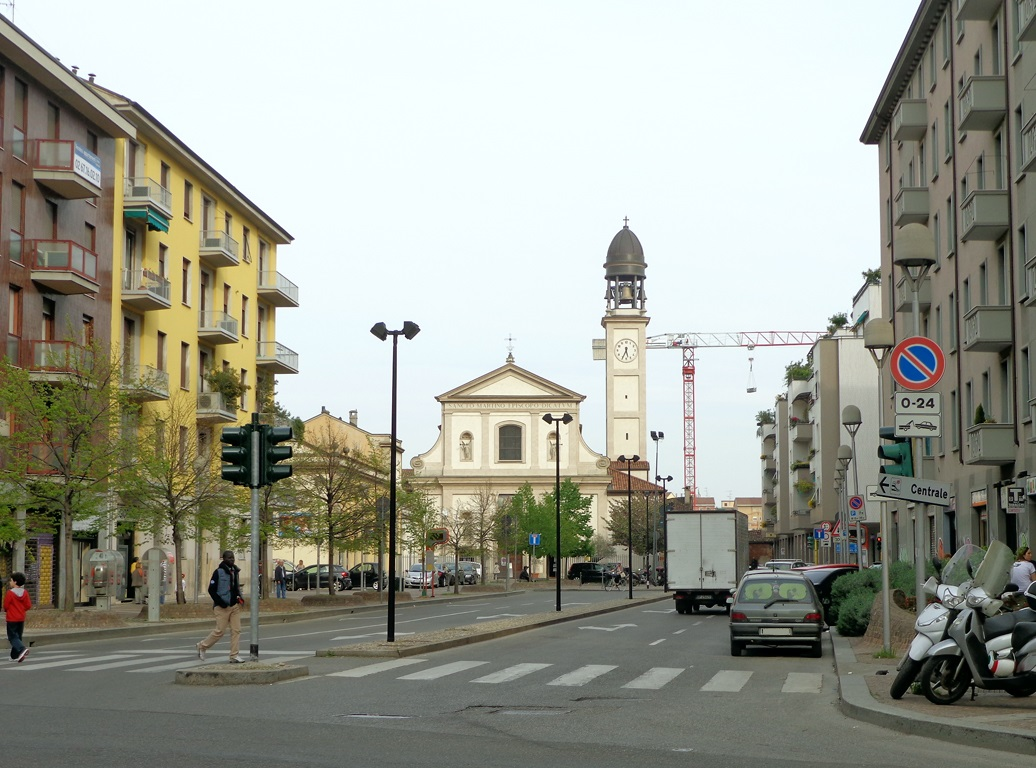
Die Piazza Greco mit der Pfarrkirche, altes Zentrum des Dorfes

Die Ursprünge des Dorfes sind bis heute wenig bekannt: erstmals wurde das zum Pfarrbezirk Bruzzano gehörende Greco im Jahre 1244 erwähnt.
Im Jahre 1757 verlor Greco seine Selbstständigkeit und wurde Ortsteil der Gemeinde Segnano, die von 1808 bis 1816 zu Mailand gehörte.
1863 wurde der Gemeindesitz von Segnano nach Greco verlegt und die Gemeindebebezeichnung dementsprechend verändert (Greco Milanese).
Mit dem Wachstum der Großstadt Mailand wurde die kleine Gemeinde Greco immer mehr in ihren Ballungsraum einbezogen: 1904 wurden weite Teile der Gemeinde, darunter die Ortschaft Loreto, von Mailand annektiert, um Platz für den Bau des neuen Hauptbahnhof zu schaffen.
Am Zensus von 1921 zählte die Gemeinde 24.319 Einwohner.
1923 wurde Greco von der neugewählten faschistischen Regierung mit zehn weiteren Gemeinden nach Mailand eingemeindet: es entstand das sogenannte Grande Milano („Groß-Mailand“).

## Persönlichkeiten
- Clara Petrella (1914–1987), Opernsängerin (Sopran)
- Adriano Celentano (* 1938)